# Arun Jaitley
Arun Jaitley, né le 28 décembre 1952 à New Delhi et mort le 24 août 2019 dans la même ville, est un homme politique indien. 
De 2014 à 2019, il est ministre des Finances,, et des Affaires corporatives dans le gouvernement de Narendra Modi.

## Biographie
Arun Jaitley est né le 28 décembre 1952 à Delhi. Son père, Maharaj Kishen Jaitley, était avocat et sa mère au foyer, Ratan Prabha Jaitley. Il a étudié à l'école Saint-Xavier de Delhi de 1957 à 1969. Il a obtenu son baccalauréat spécialisé en commerce au Shri Ram College of Commerce, New Delhi en 1973. Il a passé son baccalauréat en droit diplômé de la Faculté de droit à l'Université de Delhi en 1977.
Jaitley a été le leader étudiant de l'Akhil Bharatiya Vidyarthi Parishad (ABVP) au campus de l'université de Delhi dans les années soixante-dix puis il est devenu le Président de l'Union des étudiants de l'Université de Delhi en 1974. Au cours de la période de proclamation de l'état d'urgence (1975-1977) ses droits fondamentaux ayant été suspendus, il fut mis en détention préventive pendant 19 mois. Il était un dirigeant important d'un mouvement contre la corruption lancé en 1973 par Raj Narain et Jayaprakash Narayan. Il était le président du comité national pour l'organisation des étudiants et de la jeunesse nommé par Jaiprakash Narayan. Il était également actif dans le mouvement des droits civiques et a aidé à fonder le Bulletin du People's Union for Civil Liberties (en) avec Satish Jha et Smitu Kothari. Après avoir été libéré de prison, il a rejoint le Bharatiya Janata Party (BJP).
En 1977, Jaitley a été libéré et nommé président de l'ABVP de Delhi et secrétaire de l'ABVP pour l'Inde. Il a ensuite été nommé président de l'aile jeunesse du BJP et secrétaire de l'unité de Delhi en 1980, peu de temps après avoir rejoint le parti.